# Збічно (гміна)
Гміна Збічно (пол. Gmina Zbiczno) — сільська гміна у північній Польщі. Належить до Бродницького повіту Куявсько-Поморського воєводства.
Станом на 31 грудня 2011 у гміні проживало 4712 осіб.

## Площа
Згідно з даними за 2007 рік площа гміни становила 132.90 км², у тому числі:
- орні землі: 41.00%
- ліси: 41.00%

Таким чином, площа гміни становить 12.79% площі повіту.

## Населення
Станом на 31 грудня 2011:
| Опис     | Загалом | Загалом | Чоловіки | Чоловіки | Жінки | Жінки |
| -------- | ------- | ------- | -------- | -------- | ----- | ----- |
| одиниця  | осіб    | %       | осіб     | %        | осіб  | %     |
| все      | 4712    | 100     | 2417     | 51.29    | 2295  | 48.71 |
| міське   | 0       | 100     | 0        |          | 0     |       |
| сільське | 4712    | 100     | 2417     | 51.29    | 2295  | 48.71 |

## Сусідні гміни
Гміна Збічно межує з такими гмінами: Біскупець, Боброво, Бродниця, Бродниця, Бжозе, Яблоново-Поморське, Кужентник.